# Sphecodes gibbus
Sphecodes gibbus ist eine parasitische Biene (Hautflügler) aus der Familie der Halictidae. Sie wird auf Deutsch auch Buckel-Blutbiene genannt.

## Merkmale
Sphecodes gibbus ist ca. 7 bis 13 mm lang und damit eine der großen Vertreter ihrer Gattung. Sie ist der Blutbiene S. albilabris ähnlich. Beim Weibchen sind die Flügel relativ dunkel.  Kopf und Thorax sind schwarz, die Tergite 1 bis 3 sind bei den Weibchen rot, die Tergite 4 bis 6 schwarz. Bei den Männchen ist auch das erste Tergit schwarz. Die Schienen (Tibien) der Hinterbeine sind schwarz behaart. Der Körper der Weibchen ist schütter, hell behaart.

## Verbreitung

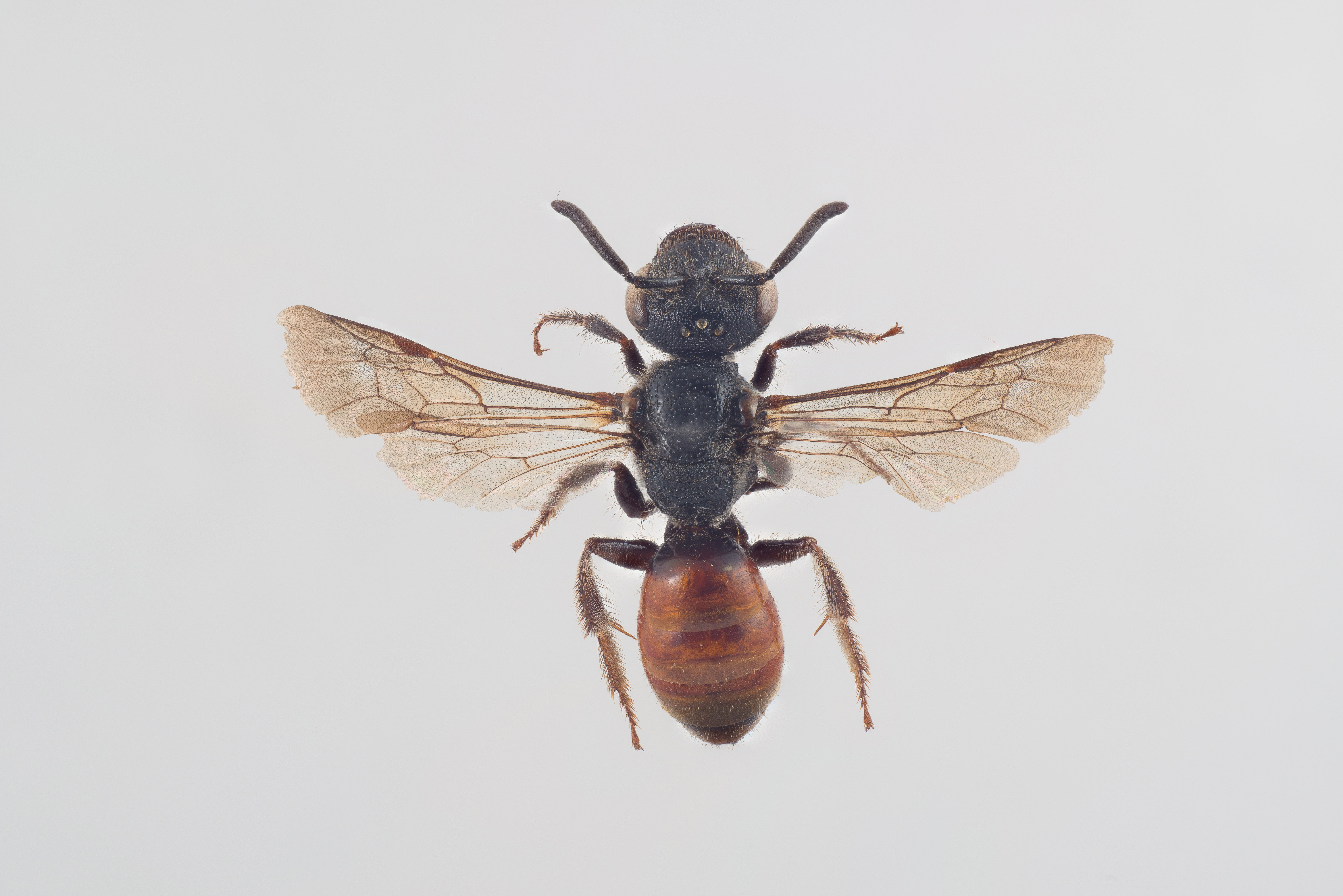
Sphecodes gibbus

Diese Blutbiene ist über nahezu die ganze Paläarktis und in Nordafrika verbreitet. Sie ist von Portugal über Europa bis Japan verbreitet. Im Norden ist die Art in Skandinavien bis über 63°N und im Süden bis Sizilien, Kreta, Zypern und Israel zu finden. Die Buckel-Blutbiene kommt auch in der Orientalis, in Pakistan und Indien vor.
In Mitteleuropa ist sie fast überall nachgewiesen und relativ häufig.

## Lebensraum
S. gibbus zeigt keine strenge Habitatbindung, sie ist häufig auch im Siedlungsbereich zu finden. Sie kommt überall vor, wo auch ihre Wirte zu finden sind, vom Flachland bis in die alpine Höhenstufe.

## Wirte
S. gibbus parasitiert an den Furchenbienen Halictus quadricinctus, H. rubicundus, H. sexcinctus und H. simplex. Weiters werden auch H. maculatus und Lasioglossum malachurum als Wirte der Bukel-Blutbiene vermutet.

## Lebensweise
Die Weibchen kopulieren bereits im Vorjahr, überwintern dann befruchtet und schlüpfen im April bis Juni. Sie sammeln keinen Pollen und besuchen Blüten nur, um für den Eigenbedarf Nektar zu trinken. Sie dringen in Wirtsnester ein und legen dort ihre Eier ab. Die Larven nutzen den Pollenvorrat der Wirtsbiene, töten ggf. die Larven, die im Nest sind, entwickeln sich und schlüpfen im Sommer. Männchen fliegen von Juni bis September, die Weibchen von April bis September. Die Männchen und Weibchen kopulieren, aber nur die Weibchen überwintern.

## Taxonomie
Die Art S. gibbus gehört zu einer Artengruppe („gibbus group“), zu der unter anderen die Arten S. albilabris, S. schenckii und S. rufivenntris gehören.
Von der Buckel-Blutbiene wurden verschiedene Unterarten beschrieben. S. gibbus rufispinosus ist in Nordafrika, Zypern, Levante und bis in den Irak verbreitet. S. gibbus nigipennis ist in Zentralasien zu finden. Sphecodes gibbus nippon ist in Japan, im Osten Russland und in der Mongolei verbreitet. Nach neueren Untersuchungen ist jedoch anzunehmen, dass es sich dabei um eine eigene Art handelt, S. nippon.